# 스티 퇴프팅
스티 퇴프팅(덴마크어: Stig Tøfting, 1969년 8월 14일 ~ )은 덴마크의 축구 선수였다. 미드필더로 활동한 그는 국가대표 선수로 월드컵에 2회 출전했다. 주로 오르후스 GF에서 활동했으며 2007년 라네르스 FC에서 은퇴하였다.
2002년 코펜하겐의 한 식당 주인에게 박치기를 해 폭력 사건으로 기소당해 실형을 선고받았으며 2003년에 출소했다. 2004년에는 오르후스에서 차를 몰다 한 시민과 말다툼을 벌이다 가슴을 가격하여 벌금형을 선고받기도 하였다.